# Slaget vid Lintulaks
Slaget vid Lintulaks var ett slag under finska kriget 1808–1809. Slaget stod mellan svenska och ryska styrkor den 3 juli 1808 vid Lintulaks gård i Kyyjärvi.  

## Slagskeden

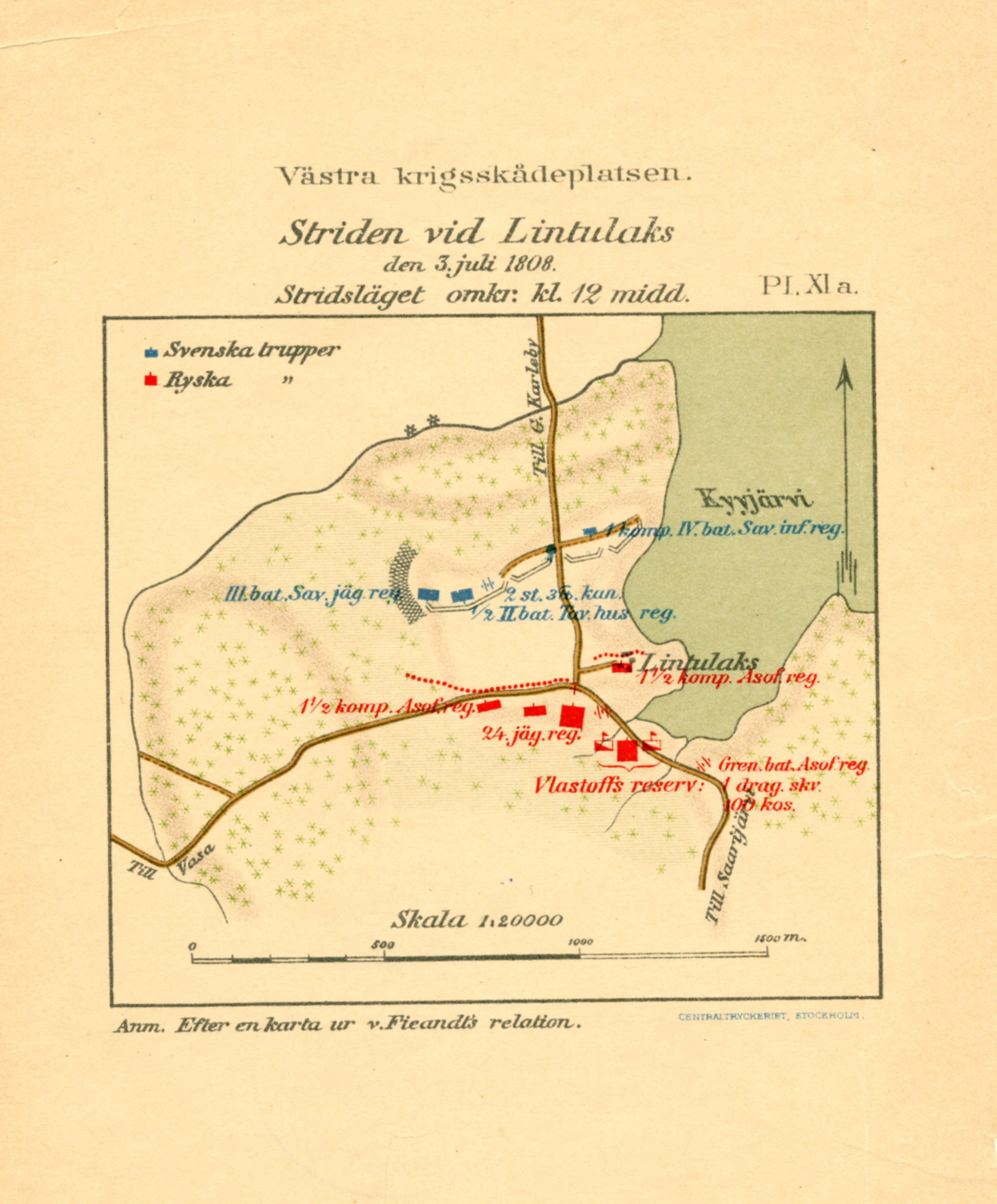
Första skedet i slaget vid Lintulaks.
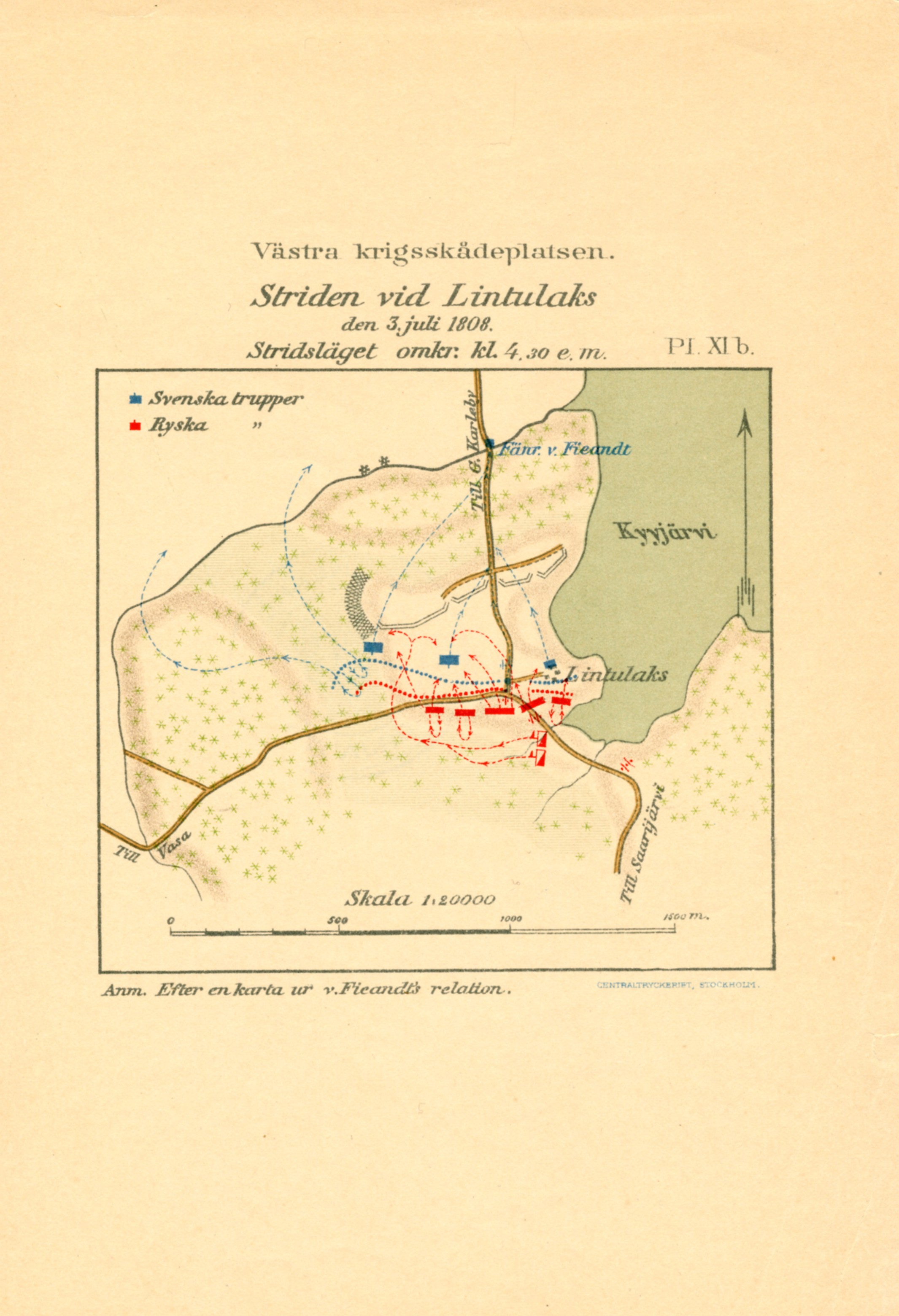
Andra skedet i slaget vid Lintulaks.